# Lindsay Frost
Lindsay Frost (Minneapolis, 4 giugno 1962) è un'attrice statunitense.

## Biografia
Lindsay Frost è nata a Minneapolis nel 1962, figlia dell'attore Warren Frost e di Mary Virginia Calhoun; ha due fratelli: Mark (animatore) e Scott (regista).
È sposata dal 1988 con l'attore e produttore Rick Giolito da cui ha avuto due figli: Casey e Lucas.
Inizia a recitare appena ventenne entrando nel mondo della recitazione con determinazione e passione. Il suo debutto nel mondo dello spettacolo è avvenuto negli anni '80, quando ha ottenuto il ruolo di Betsy Stewart Andropoulos nella soap opera ''As the World Turns''. Questo ruolo le ha permesso di farsi notare dal pubblico e di avviare una carriera che l'ha vista impegnata in numerose produzioni televisive e cinematografiche, sia in ruoli drammatici che comici. La sua versatilità nel recitare le ha permesso di lavorare su una varietà di progetti, consolidando la sua reputazione come una delle attrici più talentuose della sua generazione.

## Filmografia

### Cinema
- Sbirri oltre la vita (Dead Heat) (1988)
- Monolith - Impatto mortale (Monolith) (1993)
- Danni collaterali (Collateral Damage) (2002)
- The Ring, regia di Gore Verbinski (2002)
- Learning Curves (2003)

### Televisione
- Murder in the First - serie TV, un episodio (2014)
- Hill Street giorno e notte (Hill Street Blues) - serie TV, un episodio (1983)
- Così gira il mondo (As the World Turns) - serie TV, 17 episodi (1984)
- Avvocati a Los Angeles (L.A. Law) - serie TV, un episodio (1989)
- Le inchieste di padre Dowling (Father Dowling Mysteries) - serie TV, 2 episodi (1989)
- When We Were Young - film TV (1989)
- Donne di successo (Lady in the Corner) - film TV (1989)
- Mancuso, F.B.I. (Mancuso, FBI) - serie TV, 20 episodi (1989)
- The Big One: The Great Los Angeles Earthquake - film TV (1990)
- Ad ogni costo (Stop at Nothing) - film TV (1991)
- La signora in giallo (Murder, She Wrote) - serie TV, episodio 7x19 (1991)
- Palomino - film TV (1991)
- Nightmare Cafe - serie TV, 6 episodi (1992)
- In the Shadow of a Killer - film TV (1992)
- Un caso ancora aperto (Calendar Girl, Cop, Killer? The Bambi Bembenek Story) - film TV (1992)
- SeaQuest (Seaquest DSV) - serie TV, un episodio (1993)
- Birdland - serie TV, un episodio (1994)
- OP Center - film TV (1995)
- People V - film TV (1995)
- Lo sposo perfetto (Dead by Sunset) - miniserie TV, 2 episodi (1995)
- Il fuoco e la passione (Smoke Jumpers) - film TV (1996)
- High Incident - serie TV, 22 episodi (1996)
- Mind Games - film TV (1998)
- My Father's Shadow: The Sam Sheppard Story - film TV (1998)
- Troppo ricca: la vita segreta di Doris Duke (Too Rich: The Secret Life of Doris Duke) - film TV (1999)
- The Geena Davis Show - serie TV, un episodio (2000)
- Bull - serie TV, 6 episodi (2000)
- Frasier - serie TV, 3 episodi (1997)
- CSI - Scena del crimine (CSI: Crime Scene Investigation) - serie TV, un episodio (2002)
- MDs - serie TV, un episodio (2002)
- Family Curse - film TV (2003)
- Giudice Amy (Judging Amy) - serie TV, un episodio (2003)
- The Elizabeth Smart Story - film TV (2003)
- CSI: Miami - serie TV, un episodio (2004)
- Lost - serie TV, un episodio (2005)
- Crossing Jordan - serie TV, 9 episodi (2001)
- Boston Legal - serie TV, 2 episodi (2006)
- Shark - Giustizia a tutti i costi (Shark) - serie TV, un episodio (2006)
- The Unit - serie TV, 3 episodi (2006)
- Senza traccia (Without a Trace) - serie TV, un episodio (2007)

## Doppiatrici italiane
Nelle versioni in italiano delle opere in cui ha recitato, Lindsay Frost è stata doppiata da:
- Laura Gianoli in Mancuso, F.B.I.
- Pinella Dragani in La signora in giallo
- Alessandra Korompay in Nightmare Cafe
- Anna Rita Pasanisi in CSI - Scena del crimine
- Cinzia De Carolis in CSI: Miami
- Antonella Rendina in Lost